# ثدييات شمالية
الثدييات الشمالية أو الإسفينيات الشمالية (الاسم العلمي:Boreosphenida) هي مجموعة عليا من الحيوانات تتبع طائفة الثدييات.

## التصنيف
- الزغبيات